# Agriotypus gracilis
Agriotypus gracilis là một loài tò vò trong họ Ichneumonidae.